# Parafia św. Katarzyny Aleksandryjskiej w Nawrze
Parafia Świętej Katarzyny Aleksandryjskiej w Nawrze – parafia rzymskokatolicka, znajdująca się w diecezji toruńskiej, w dekanacie Unisław. 